# آنیتا: پری زیبای سوئدی
آنیتا: پری زیبای سوئدی (انگلیسی: Anita: Swedish Nymphet) یک فیلم اروتیک درام سوئدی است که در سال ۱۹۷۳ منتشر شد. از بازیگران آن می توان به کریستینا لیندبری، آرنه رَگنِـبورن و استلان اسکاشگورد اشاره کرد.